# Bất đẳng thức tam giác
Trong toán học, bất đẳng thức tam giác là một định lý phát biểu rằng trong một tam giác, chiều dài của một cạnh phải nhỏ hơn tổng, nhưng lớn hơn hiệu của hai cạnh còn lại.
Ví dụ: Với ΔABC với BC = a, AC = b, AB = c, ta có các bất đẳng thức:
{\displaystyle |b-c|<a<b+c}
{\displaystyle |a-c|<b<a+c}
{\displaystyle |a-b|<c<a+b}
Bất đẳng thức là một định lý trong các không gian như hệ thống các số thực, tất cả các không gian Euclide, các không gian Lp (p≥1) và mọi không gian tích trong. Bất đẳng thức cũng xuất hiện như là một tiên đề trong định nghĩa của nhiều cấu trúc trong giải tích toán học và giải tích hàm, chẳng hạn trong các không gian vectơ định chuẩn và các không gian metric.

## Không gian vectơ định chuẩn
Trong không gian vectơ định chuẩn V, bất đẳng thức tam giác được phát biểu như sau:
||x + y|| ≤ ||x|| + ||y||     với mọi x, y thuộc V
tức là, chuẩn của tổng hai vectơ không thể lớn hơn tổng chuẩn của hai vectơ đó.
Đường thẳng thực là một không gian vectơ định chuẩn với chuẩn là giá trị tuyệt đối, vì thế có thể phát biểu bất đẳng thức tam giác cho hai số thực bất kỳ x và y như sau:
{\displaystyle |x+y|\leq |x|+|y|.}
Trong giải tích toán học, bất đẳng thức tam giác thường được dùng để ước lượng chặn trên tốt nhất cho giá trị tổng của hai số, theo giá trị của từng số trong hai số đó.
Cũng có một ước lượng chặn dưới mà có thể tìm được bằng cách dùng bất đẳng thức tam giác đảo chiều, mà phát biểu rằng với bất kỳ hai số thực x và y:
{\displaystyle {\Big |}|x|-|y|{\Big |}\leq |x-y|.}

## Không gian metric
Trong không gian metric M với metric là d, bất đẳng thức tam giác có dạng
d(x, z) ≤ d(x,y) + d(y,z)     với mọi x, y, z thuộc M
tức là, khoảng cách từ x đến z không thể lớn hơn tổng các khoảng cách từ x đến y với khoảng cách từ y đến z.

## Hệ quả
Người ta thường sử dụng một hệ quả sau đây của bất đẳng thức tam giác, thay vì cho cận trên hệ quả này cho cận dưới:
| ||x|| - ||y|| | ≤ ||x - y|| hay phát biểu theo metric | d(x, y) - d(x, z) | ≤ d(y, z)
điều này cho thấy chuẩn ||–|| cũng như hàm khoảng cách d(x, –) là 1-Lipschitz và do đó là hàm liên tục.

## Sự đảo chiều trong không gian Minkowski
Trong không gian Minkowski thông thường hay trong các không gian Minkowski mở rộng với số chiều tùy ý, giả sử các vectơ không và các vectơ giống-thời-gian có cùng chiều thời gian, bất đẳng thức tam giác bị đảo chiều:
|x + y| ≥ |x| + |y|     với mọi x, y thuộc R sao cho |x| > 0, |y| > 0 và tx ty ≥ 0
Một ví dụ vật lý cho bất đẳng thức này là nghịch lý sinh đôi trong thuyết tương đối hẹp